# Elisabeth Hevelius
Elisabeth Hevelius (polonès: Elżbieta Heweliusz)  (Gdańsk, 17 de gener de 1647 - Gdańsk, 22 de desembre de 1693), també coneguda com a Catherina Elisabetha Koopman Hevelius, fou una astrònoma polonesa, coneguda com la "mare de la topografia lunar".
Un gran interès per l'astronomia va portar Elisabetha, quan encara era molt jove, a apropar-se a Johannes Hevelius, un comerciant i astrònom de renom internacional que vivia a la mateixa ciutat i que disposava a casa seva d'un observatori. D'altra banda, ella havia adquirit bons coneixements de matemàtiques, especialment de càlcul, i de llatí, llengua amb què s'escrivia amb altres científics.
Elisabetha Koopman es va casar, als setze anys, amb Johannes Hevelius, aleshores vidu, trenta-sis anys més gran que ella i van treballar junts en l'observatori privat que es van construir –amb un telescopi obert de 150 peus (45.72 m) de longitud focal– i que es cremaria anys després en un incendi. El seu objectiu era redactar un catàleg amb les taules de les òrbites planetàries de Kepler. El matrimoni va observar i descriure les taques solars, va cartografiar la lluna, descrivint la libració lunar a Selenographia (1647), va descobrir quatre cometes i començà a elaborar un catàleg d'estrelles.
A la mort del marit, ella va continuar les observacions en solitari i va escriure i publicar tres obres més: Stellarum Fixarum (1687), Firmamentum Sobiescianum sive Uranographia (1690) i Prodromus astronomiae (1690), que incloïa un catàleg d'estrelles i un atles de constel·lacions explicant la posició exacta de més de mil cinc-centes estrelles i la tecnologia per a crear el catàleg amb l'ús del sextant i el quadrant, sense haver utilitzat cap telescopi. Les observacions del catàleg, fetes a ull nu, eren tan precises que van ser les usades per a la confecció d'esferes celestes fins a l'aparició dels telescopis comercials al segle xviii.

## Cultura
La vida d'Elisabeth Hevelius va inspirar la novel·la The Star Huntress (2006).
Amb el seu nom i en honor seu es va anomenar el planeta menor 12625 Koopman i el cràter Corpman a Venus.